# Rise Like a Phoenix
«Rise Like a Phoenix» («Восстану, словно феникс») — песня в исполнении австрийского поп-певца Томаса Нойвирта (более известного в травести-образе Кончиты Вурст), с которой он представил Австрию и победил на конкурсе песни «Евровидение-2014». Это стало второй победой Австрии на «Евровидении» после конкурса песни «Евровидение-1966».

## Информация
Песня была выбрана 18 марта 2014 года путём внутреннего отбора, что позволило австрийскому певцу представить свою страну на международном конкурсе песни «Евровидение-2014», который прошёл в Копенгагене, Дания.
Песня заняла 4-е место в премии OGAE (фр. Organisation Générale des Amateurs de l’Eurovision; англ. General Organisation of Eurovision Fans) международных фан-клубных сетей конкурса Евровидение и получила «приз зрительских симпатий» премии Марселя Безансона (англ. Marcel Bezençon Awards).
Многие отмечают сходство песни по стилистике с саундтреками к фильмам о Джеймсе Бонде. В интернете появилось несколько вариантов заставок к Бондиане с песней Кончиты Вурст.

## Список композиций
| №  | Название              | Длительность |
| -- | --------------------- | ------------ |
| 1. | «Rise Like a Phoenix» | 3:01         |

## Позиции в чартах
Позиции в чартах приведены по состоянию на 24 мая 2014 года.
| Чарт (2014)                          | Наивысшая позиция |
| ------------------------------------ | ----------------- |
| Австрия (Ö3 Austria Top 40)          | 1                 |
| Бельгия/Фландрия (Ultratop 50)       | 8                 |
| Бельгия/Валлония (Ultratop 50)       | 19                |
| Дания (Tracklisten)                  | 6                 |
| Франция (SNEP)                       | 39                |
| Германия (GfK)                       | 5                 |
| Венгрия (Single Top 40)              | 9                 |
| Ирландия (IRMA)                      | 10                |
| Luxembourg Digital Songs (Billboard) | 2                 |
| Нидерланды (Single Top 100)          | 3                 |
| Шотландия (OCC Scotland)             | 18                |
| Испания (PROMUSICAE)                 | 8                 |
| Швеция (Sverigetopplistan)           | 27                |
| Швейцария (Schweizer Hitparade)      | 2                 |
| Number One Top 40                    | 39                |
| Великобритания (OCC UK Singles)      | 17                |
| Великобритания (OCC UK Indie)        | 1                 |

По состоянию на вечер 12 мая 2014 года (через два дня после Евровидения) песня Кончиты Вурст Rise Like a Phoenix, записанном во время исполнения на финале Евровидения, занимала первое место по продажам через iTunes на территории России. Студийная версия песни располагалась на четвёртом месте по числу скачиваний. При этом песня сестёр Толмачевых Shine находилась лишь на седьмом месте.

## Хронология релиза
| Страна         | Дата               | Формат           | Лейбл          |
| -------------- | ------------------ | ---------------- | -------------- |
| Австрия        | 18 марта 2014 года | Digital download | ORF-Enterprise |
| Европа         | 18 марта 2014 года | Digital download | ORF-Enterprise |
| США            | 18 марта 2014 года | Digital download | ORF-Enterprise |
| Великобритания | 11 мая 2014 года   | Digital download | ORF-Enterprise |